# Киселёва, Мария Александровна
Мари́я Алекса́ндровна Киселёва (род. 28 сентября 1974, Куйбышев) — российская синхронистка, трёхкратная чемпионка Олимпийских игр, трёхкратная чемпионка мира, девятикратная чемпионка Европы, заслуженный мастер спорта (2000), телеведущая и актриса. Депутат Московской городской думы VII и VIII созыва.

## Биография
Заниматься синхронным плаванием начала  в возрасте 10 лет, хотя родители записали её в секцию только лишь для общего физического развития, не думая о профессиональном спорте. Воспитанница тренера Елены Полянской.
Проживала в московском районе Ясенево. В 1996 году поступила на факультет журналистики МГУ имени М. В. Ломоносова, который окончила в 2002 году.

### Спортивные достижения
Трёхкратная олимпийская чемпионка (вместе с Ольгой Брусникиной), трёхкратная чемпионка мира, девятикратная чемпионка Европы, многократная обладательница Кубков мира и Европы, победительница «Игр доброй воли» 1998, многократная чемпионка России.

### Телевидение
Начала работать на телевидении в 2001 году в спортивной редакции на телеканале НТВ по приглашению Алексея Буркова. В 2001—2002 годах вела новости спорта в программе НТВ «Сегодня». В этот же период работала корреспондентом на спортивном канале «НТВ-Плюс» и на НТВ в программах «Сегодня» и «Намедни». Ушла с НТВ в мае 2002 года, так как в это время на телеканал вернулся старый состав спортивных комментаторов.
С 25 сентября 2001 года по 2 июля 2005 года, одновременно со спортивной карьерой, была ведущей телеигры «Слабое звено» на «Первом канале». Получила на этом поприще два звания — «Самая стильная телеведущая» и «Дебют года» (2001).
23 декабря 2002 года провела один новогодний выпуск телеигры «Кто хочет стать миллионером?» вместо Максима Галкина. 30 декабря этого же года провела первый тур телеигры «Поле чудес», а буквы открывал Леонид Якубович.
В начале — середине 2000-х годов также работала спортивным комментатором в Дирекции спортивных программ «Первого канала». Как спортивный журналист работала в составе бригад телеканала на чемпионате Европы по водным видам спорта 2002 года, Олимпийских играх 2006 (Турин) и 2016 годов (Рио-де-Жанейро).
Осенью 2006 года принимала участие в телевизионном проекте «Звёзды на льду» на «Первом канале» в паре с фигуристом Максимом Марининым.
С 10 ноября 2008 по 31 мая 2009 года — ведущая Всероссийской лотереи «Гослото» на НТВ, позже на телеканале «Спорт».
С 3 октября по 7 ноября 2015 года вела телешоу «Вместе с дельфинами» на «Первом канале» в паре с Валдисом Пельшем.
Сыграла Варю Иволгину в многосерийном фильме режиссёра Владимира Бортко «Идиот» по роману Ф. М. Достоевского. Неоднократно снималась в рекламных роликах.
С 14 февраля 2020 по 13 января 2023 года вновь выступала ведущей телеигры «Слабое звено» на телеканале «Мир» после почти 15-летнего перерыва.
С 8 марта по 15 июня 2023 года — ведущая телешоу «На выход!» на СТС.
С 30 мая по 18 июля 2024 года — ведущая YouTube-шоу «Футбольный IQ», организованного букмекерской компанией «Фонбет».
С 24 августа по 26 октября 2024 года — главный судья в шоу «Семейные игры. Битва за Олимп» на телеканале СТС.

### Общественная и политическая деятельность
Член президиума Совета при Президенте РФ по физической культуре и спорту, член партии «Единая Россия». Участвовала в реализации различных проектов партии, в том числе «Мамы рекомендуют». Принимала участие в программе «Послы Универсиады 2013» (Летняя Универсиада 2013 года в Казани) и была послом чемпионата мира по водным видам спорта 2015 года. В 2012 и 2018 годах являлась доверенным лицом кандидата в президенты РФ Владимира Путина.
В 2019 году Киселёва участвовала в выборах в Московскую городскую думу. Была выдвинута как самовыдвиженец, но поддержана «Единой Россией», участвовала в выборах по 4-му избирательному округу (Крылатское, Строгино, частично Кунцево). Заняла первое место с 42,74 % голосов и стала депутатом VII созыва сроком до 2024 года (входит в ПДГ «Моя Москва»). В 2024 году была вновь избрана в Мосгордуму.

## Санкции
24 июня 2024 года, на фоне российского вторжения на Украину, Киселёва была включена в санкционный список стран Евросоюза за активное участие в пропагандистских акциях движения «Общероссийский народный фронт»:

Она публично выступала за кампанию "Народного фронта" по поставке техники военным России для использования в агрессивной войне против Украины. В Орловской области она вручала награды тем гражданам, которые оказывали поддержку российским военным. В публичных заявлениях она последовательно оправдывает российскую агрессивную войну против Украины и призывает к победе. Она также посетила оккупированные территории Украины. Будучи депутатом Московской городской думы, она выступала за увеличение социальной поддержки семей российских военнослужащих, участвовавших в агрессивной войне...— «Официальный журнал Европейского союза», Брюссель, 24 июня 2024 года
26 июня 2025 года попала под санкции Австралии «для привлечения России к ответственности за незаконное вторжение в Украину».

## Семья
Муж (2001—2012) — Владимир Кирсанов. Дочери Дарья Кирсанова (род. 25 августа 2005), Александра Кирсанова (род. 6 января 2010). В апреле 2023 года в интервью журналу «Телепрограмма» Киселёва призналась, что дочь-синхронистка Дарья выбрала профессию юриста и в итоге Мария поддержала решение своей дочери.

## Награды
- Орден Почёта (19 апреля 2001) — за большой вклад в развитие физической культуры и спорта, высокие спортивные достижения на Играх XXVII Олимпиады 2000 года в Сиднее[51]

## Фильмография
- «Идиот» (2003)[52] — Варвара Иволгина
- «Бали» (мультсериал, 2005) — библиотекарша Мисс Фанни
- «Дневной дозор» (2005) — гость на дне рождения
- «Параграф 78» (2007, режиссёр М. Хлебородов) — член военного трибунала
- «На острие» (2020) — олимпийская чемпионка